# Wally
Eduardo Ippolito Torrano Gomes (nascido em 7 de janeiro de 1978), mais conhecido como Wally, é um músico e compositor brasileiro. Ficou conhecido por ser o guitarrista e um dos fundadores da banda de rock CPM 22, em que permaneceu de 1995 até 2007, quando saiu por conta própria.

## Biografia

### Carreira no CPM 22 e saída
Wally, guitarrista, fundou o CPM 22 em 1995, junto com o vocalista Badauí. O baterista Japinha entrou na banda a convite de Wally. Nas palavras de Wally, "De 1995 a 2001, cuidei de tudo, fiz as correrias de show, dava uma de produtor, empresário, quebrava todos os galhos". Depois que a banda entrou para a Abril Music, "emendamos uma turnê na outra, lançamos discos". Em dezembro de 2007, declarou: "Agora comecei a sentir esse desgaste. Tem uma hora que o corpo pede para parar, e é mais do que dizer: 'Ah, não tô a fim'. Preciso mesmo dar um tempo". Anunciou, assim, uma "afastamento temporário", em meio à turnê de Cidade Cinza. Até então, Wally havia composto músicas para todos os álbuns de estúdio da banda: A Alguns Quilômetros de Lugar Nenhum (2000), CPM 22 (2001), Chegou a Hora de Recomeçar (2002), Felicidade Instantânea (2005) e Cidade Cinza (2007). Badauí disse na época que "Não teve briga, a porta estará sempre aberta". No entanto, sua saída definitiva foi confirmada mais tarde. O também guitarrista Luciano Garcia disse em retrospecto que "Quando o Wally saiu, perdeu muito porque era um puta compositor".
Em entrevista de 2011, Badauí disse: "A gente limou esse cara da nossa vida", demonstrando ressentimento com a saída do músico no meio da turnê do disco Cidade Cinza e em meio ao auge da banda, que havia acabado de receber um Grammy Latino. Luciano disse em 2017 que, desde então, a banda não mantinha qualquer contato com Wally, "até porque não foi muito legal a saída dele".

### Registro do nome "CPM 22"
Wally era dono do registro do nome "CPM 22". Um processo judicial foi aberto em 2008 pedindo que o registro fosse transferido para a banda. A banda alegava que "apesar de a marca CPM 22 pertencer a todos os integrantes do grupo, foi registrada no nome" de Wally. O Instituto Nacional da Propriedade Industrial (INPI) indicava que a banda poderia buscar uma alternativa caso o acordo com Wally não fosse firmado: Badauí entrou com o pedido de registro do nome "CPM 99". Poucos dias antes da sentença que decidiria a questão, em 2009, segundo Wally, o grupo o procurou para fazer um acordo de transferência do nome mediante pagamento. O processo judicial foi arquivado em junho de 2013, quatro anos após o acordo de transferência da propriedade do nome, que resolveu a questão. Em 2013, Wally demonstrou ressentimento e amor em relação aos ex-colegas:
| “ | Começou a entrar um pouco de dinheiro, um pouco de fama, os caras viraram outras pessoas. Dois, três anos tocando com os caras eu já não conhecia mais ninguém. Nem sabia quem eram mais aquelas pessoas. Neguinho às vezes se deslumbra com as coisas, e eu nunca fui desse jeito. Tenho um puta respeito pela banda, pelos fãs. Eu não sinto nada além de amor pelos caras. Fui eu quem comecei toda a história, muito longa. Estive na banda pelo menos cinco, seis anos antes da formação que assinou. Mas tenho que ser sincero, falar as coisas como são. | ” |

### Astafix
Em 2008, fundou a banda Astafix, mudando significativamente seu gênero musical, indo para o heavy metal e thrash metal, ao contrário do hardcore melódico do CPM 22. Tocou ao lado de Ayka (do Chipset Zero), de Paulo Schroeber (do Almah) e do baterista Adriano Daga. Seu primeiro álbum, End Ever (2009), foi bem recebido nas redes sociais e por fãs do CPM 22. Em 2013, o G1 fez uma "busca" por Wally, que estava "fora dos holofotes" após a saída do CPM 22. Segundo a reportagem, Wally estava em São Paulo, compondo músicas para o próximo trabalho do Astafix. No final de 2012, foi visto em pequenos shows em Portugal, Espanha, Bélgica, Países Baixos, Alemanha e Rússia, em uma turnê europeia, ao que Wally respondeu: "O underground europeu nos recebeu muito bem". Paulo Schroeber morreu no dia 24 de março de 2014, vítima de problemas cardíacos. No ano seguinte, a banda lançou o álbum Internal Saboteur.

## Discografia
Com o CPM 22
- A Alguns Quilômetros de Lugar Nenhum (2000)
- CPM 22 (2001)
- Chegou a Hora de Recomeçar (2002)
- Felicidade Instantânea (2005)
- Cidade Cinza (2007)

Com o Astafix
- End Ever (2009)
- Internal Saboteur (2015)